# Mullet Creek Stream
Mullet Creek Stream är ett vattendrag i territoriet Falklandsöarna (Storbritannien). Det ligger i den östra delen av landet, 5 km sydväst om huvudstaden Stanley.